# 兵役法違反等の犯罪処罰に関する特別措置法
兵役法違反等の犯罪処罰に関する特別措置法（へいえきほういはんとうのはんざいしょばつにかんするとくべつそちほう）は、1970年代に存在していた韓国の法の一つ。兵役法違反者に対する加重処罰を目的として、1973年に制定され、1983年12月31日に兵役法と統廃合され廃止された。

## 沿革
- 1973年1月30日：制定
- 1973年3月2日：施行
- 1982年12月31日：弁護士法の改正による他法改正及び施行
- 1983年12月31日：改正兵役法と統廃合され廃止
- 1984年2月29日：兵役法違反等の犯罪処罰に関する特別措置法の効力がこの日まで維持

## 説明
制定時期の1973年は当時大統領の朴正煕によって制定された維新憲法による維新体制時期であり、朴正煕政権が韓国社会の兵営化のために制定した法律だ。
1973年1月20日、大統領朴正煕は、国防部を巡視した席で国防部長官の劉載興に下記のような発言とともに指示を下した。
| 原語                                                                  | 「군에 안가겠다는 생각을 가진 사람이 아직도 있다면 시대에 뒤떨어진 생각」 「앞으로 법을 만들어서라도 병역을 기피한 본인과 그 부모가 이 사회에서 머리를 들고 살지 못하는 사회기풍을 만들도록 하라」 |
| 翻訳                                                                  | 「軍に行かないという考えを持った人がまだいるなら、時代に遅れの考え」 「これから法を作ってでも兵役を逃れた本人とその父母がこの社会で頭をもたげて生きられない社会気風を作りなさい」                  |
| 大統領朴正熙が国防部を巡視した席での発言と下した指示。1973年1月20日。 | |

これにより兵役法改正案と兵役法違反等の犯罪処罰に関する特別措置法制定案が非常国務会議で可決され、この案により1973年1月30日、兵役法改正案と兵役法違反等の犯罪処罰に関する特別措置法が制定された。同年2月26日、大統領訓令第34号「兵務行政刷新に関する指針」が制定されて、1月30日改正された兵役法と同じ日に制定された兵役法違反等の犯罪処罰に関する特別措置法はそれぞれ3月1日と2日に施行された。

## 内容
兵役法にある兵役法違反行為の処罰条項の処罰量刑より加重された処罰量刑で、内容は下記の通りである。
- 兵役逃れ等の加重処罰(第2条)
  - 兵役法第83条の罪を犯した場合：3年以上の有期懲役、最高刑は施行当時の有期懲役の上限(1973年当時の韓国兵役法第82条は、下記のような行為の処罰規定)
    - 徴兵又は召集を妨害する目的で逃亡・潜匿・身体の毀損(自害など)・詐偽の行為をした者
    - 徴兵検査を受けることになる者、現役兵として入営することになる者、又は召集されて入営することになる者を代理して徴兵検査を受けたり入営した者
    - 上記2つの行為を扇動·教唆·幇助した者

  - 現役兵の入営命令又は補充役及び帰休兵として、召集命令を受けた者が正当な理由なく入営期日を5日が過ぎても入営していないとき：3年以上、10年以下の懲役
  - 兵役法第83条の罪を犯した場合(1973年当時の韓国兵役法第83条は、徴兵検査逃れの処罰規定)：5年以下の懲役
- 兵役と関連して賄賂のやり取りの加重処罰(第3条第1項)：1年以上、10年以下の懲役
- 兵役と関連して下記の行為をした者に対する加重処罰(第3条第2項)：3年以下の懲役
  - 兵務事務の担当者に不正な請託をし、又は不正な請託を斡旋する行為
  - 虚偽の私文書の作成または変作
  - 虚偽の作成又は変作された私文書を行使する行為
- 国外旅行の制限違反の処罰(第4条第1・２・３項)：1年以上、10年以下の懲役
  - 徴集免除処分者・兵役免除処分者、心身障害によって義務服務期間を終わらず、予備役、補充役、第2国民役に編入された者が処分又は編入された日から3年内に出国した場合(国際競技の参加・疾病の治療・国益に著しく貢献できると認められる場合を除く。1979年の改正兵役法には、該当条項が削除)
  - 国外旅行の許可を受けずに国外へ出国した者又は許可期間内に正当な理由なく帰国しない者
- 申告不履行・虚偽申告の加重処罰(第5条)：最高3年以下の懲役又は最高10万ウォンの罰金
- 兵務事務の担当者が法令に違反して兵役義務の決定及び変更などしたときとこれを兵役義務者が詐偽の方法で兵務事務の担当者にしてさせたとき(第6条)：1年以上の有期懲役
- 通知書など(徴兵検査通知書・入営命令書・召集命令書)を受領する義務がある者が正当な理由なくその受領を拒否したとき、又はこれを伝達できる者が理由なく伝達せず、又は遅滞したときの加重処罰(第7条)：1年以下の懲役、又は3万ウォン以上、10万ウォン以下の罰金
- 未遂犯の処罰(第8条)
- 法人の処罰(第10条)
- 戦時・事変又は非常事態下での刑の加重(第11条)

## 影響
1970年に13.2％に達していた韓国の兵役逃れの比率は1973年3月、兵役法違反等の犯罪処罰に関する特別措置法の施行以後、0.3％に急減した。1961年の5・16以後の兵役逃れの数が40万人を越えたことに比べれば10余年後、兵役を逃れた者が0.1％以下の200人余りに減ったということは、事実上兵役逃れが根絶されたことを意味する。しかし、韓国の維新体制は、「たった一人の列外」もない銃火団結を望んだため、兵役を逃れた人が発生発生するとき「地方兵務庁と区・市・郡・邑・面・洞では、逃れた人に対する索出責任者を指定し、徹底的な索出告発と告発遅延又は欠落があるときは、関係職員を厳重に問責」するようにした。これによって「検察・警察署単位で兵務事犯専担検事及び警察官を指名、各警察署単位で兵役法違反者に対する探し出し責任を付与し、その検挙実績を地検検事に報告する制度」が確立された。
兵務事犯取締り専担班の活動実績を見ると、緊急措置4号が宣言された後の1974年6月1日から7月15日まで取締り班は官の許可を必要とする店舗1万2584店を調査し、兵役を逃れた人を雇用した6企業体の許可を取り消し、6284ヶ所の職場で539人の兵役を逃れた人を探し出し、17企業体は兵役逃れ者雇用禁止違反容疑で当局に告発した。この時告発された事業体は「国際化学(クッジェかがく)」、「大成練炭(テソンれんたん)」など大企業と町内の床屋に至るまで韓国全域の大小の事業体と知られた。ある新聞の社說では「逃れた人539人を探し出すために1万2500余りの官許業者と6200余りの職場を探したというから、これに動員された調査官の数と書かれた経費がどの程度なのかは見当がつく」という記事が出るほど、「社会綱紀確立」という名の兵役逃れ者取締りで一人々々に対する検問検索と職場と村に対する監視と統制を強化した。
大統領の朴正熙も直接乗り出して「入営率100％達成」を全国の兵務庁に指示指示したのに、良心的兵役拒否を実行するエホバの証人は朴正熙政権の立場では公共の敵だった。これによって兵務事犯取締り班がエホバの証人信徒の家と王国会館などを急襲して徴兵年齢帯とみられるエホバの証人信徒を強制連行した。 このように強制的に連行された徴兵年齢帯のエホバの証人信徒が入営され、このように入営されたエホバの証人信徒は宗教教理によって執銃拒否を実行して殴打などに遭い命を失う場合も存在した。この中には刑務所から出所した後も入営することになる事例も存在した
。
これに伴う兵務庁の兵役逃れ者発生人員統計によれば1972年まで1万人が越えた兵役逃れ者は1973年以後に減少したことが明らかになり、1990年代以後に増加したことが分かった。
| 年度    | 人員   | 備考                                                                 |
| ------- | ------ | -------------------------------------------------------------------- |
| 1970年  | 34,004 | 兵務庁が設置                                                         |
| 1971年  | 21,022 |                                                                      |
| 1972年  | 12,975 |                                                                      |
| 1973年  | 12,975 | 兵役法違反等の犯罪処罰に関する特別措置法が制定・施行                 |
| 1974年  | 234    |                                                                      |
| 1975年  | 53     |                                                                      |
| 1976年  | 31     |                                                                      |
| 1977年  | 26     |                                                                      |
| 1978年  | 12     |                                                                      |
| 1979年  | 13     |                                                                      |
| 1980年  | 4      |                                                                      |
| 1981년  | 3      |                                                                      |
| 1982年] | 4      | 弁護士法改正による兵役法違反等の犯罪処罰に関する特別措置法の他法修改 |
| 1983年  | 3      | 兵役法違反等の犯罪処罰に関する特別措置法が廃止、兵役法と統廃合       |
| 1984年  | 3      | 兵役法違反等の犯罪処罰に関する特別措置法の効力が2月29日まで維持      |
| 1985年  | 7      |                                                                      |
| 1986年  | 11     |                                                                      |
| 1987年  | 7      |                                                                      |
| 1988年  | 5      |                                                                      |
| 1989年  | 5      |                                                                      |
| 1990年  | 23     |                                                                      |
| 1991年  | 42     |                                                                      |
| 1992年  | 44     |                                                                      |
| 1993年  | 70     |                                                                      |
| 1994年  | 74     |                                                                      |
| 1995年  | 70     |                                                                      |
| 1996年  | 48     |                                                                      |
| 1997年  | 24     |                                                                      |
| 1998年  | 53     |                                                                      |
| 1999年  | 39     |                                                                      |

このような入営率を高めるための制度は、軍内部の各種事件につながった。 それだけでなく、韓国の徴兵制度が現役徴兵対象者を高める形で強化された契機になった。それにもかかわらず、1980年代までは韓国の兵役義務者が現役徴兵対象者と判定される割合は韓国の兵役義務者のうち50%前後(1986年基準、韓国の兵役対象者の現役徴兵対象者判定比率が51％)であり、少子化による現役徴兵対象人員の増加は現役徴兵対象者をさらに高めることになった。2015年に兵役忌避者公開制度対する批判でも兵役法違反等の犯罪処罰に関する特別措置法と入営率100％達成が言及され、韓国の徴兵制度に対する批判の一つとしてもこの法律が言及される。